# دورنير دو 29 (1934)
دورنير دو 29 مقترح zerstörer، أو المقاتلة الثقيلة، التي صممها دورنير كمنافس لماسرشميت بف 110.
استجاب التصميم لمتطلبات وزارة طيران الرايخ في خريف 1934 لمقاتلة ثقيلة. مشتق من دورنير دو 17، تم رفض التصميم في مرحلة النموذج الأولي، وتوقف العمل عليها في عام 1936.

## المواصفات (المقدرة)
البيانات من Luftwaffe secret projects : ground attack & special purpose aircraft 
الخصائص العامة
- طاقم: 1
- طول: 15.35 م (50 قدم 4 بوصة)
- باع الجناح: 17.56 م (57 قدم 7 بوصة)
- ارتفاع: 4.6 م (15 قدم 1 بوصة)
- مساحة الجناح: 55 م2 (590 قدم2)
- الوزن الإجمالي: 4,270 كـغ (9,414 رطل)
- محركات: 1 × برامو 323 9-cylinder air-cooled radial piston engines, 628 كـو (842 حصان)  LH rotation
- محركات: 1 × برامو 323 9-cylinder air-cooled radial piston engines, 628 كـو (842 حصان)  RH rotation
- مراوح: 3-ريشة variable-pitch propellers

أداء
- السرعة القصوى: 460 كم/س (286 ميل/س؛ 248 عقدة)

تسليح

- مدفع رشاش: 6 × 7.92 mm (.312 in) MG 17 machine guns in nose + 1 × 7.92 (.312 in) MG 15 machine gun dorsal

- Crew: 1
- Length: 15.35 m (50 ft 4 in)
- Wingspan: 17.56 m (57 ft 7 in)
- Height: 4.6 m (15 ft 1 in)
- Wing area: 55 m2 (590 sq ft)
- Gross weight: 4,270 kg (9,414 lb)
- Powerplant: 1 × برامو 323 9-cylinder air-cooled radial piston engines, 628 kW (842 hp) LH rotation
- Powerplant: 1 × برامو 323 9-cylinder air-cooled radial piston engines, 628 kW (842 hp) RH rotation
- Propellers: 3-bladed variable-pitch propellers

Performance
- Maximum speed: 460 km/h (290 mph, 250 kn)

Armament
- Guns: 6 × 7.92 mm (.312 in) MG 17 machine guns in nose + 1 × 7.92 (.312 in) MG 15 machine gun dorsal